# アサダ (クレーター)
アサダ (Asada) は、月にある小さな衝突クレーターであり、豊かの海の北端に位置している。アサダの北東にはタルンティウスがある。アサダは国際天文学連合によって再命名されたクレーターであり、かつてタルンティウス-Cと呼ばれていた。